# En marge de l'enquête
Pour plus de détails, voir Fiche technique et Distribution.
En marge de l'enquête (Dead Reckoning) est un thriller américain de John Cromwell sorti en 1947, basé sur une histoire de Gerald Drayson Adams & Sidney Biddell.

## Synopsis
Capitaine Murdock et le sergent Johnny Drake sont  des parachutistes de retour de guerre pour recevoir une médaille d'honneur. Sur un quai de la gare de Washington, Drake disparaît.
Plus tard Murdock apprenant la mort de son ami enquête sur l'accident de voiture dont il a été victime. Il se rend au "Sanctuary Club" pour rencontrer sa veuve, Coral "Dusty' Chandler" dite "douceur" (en français).

## Fiche technique
- Réalisation : John Cromwell
- Scénario : Oliver H.P. Garrett, Steve Fisher, Allen Rivkin, Gerald Drayson Adams et Sidney Biddell
- Société de production : Columbia Pictures
- Société de distribution : Columbia Pictures Corporation, Columbia TriStar
- Assistant réalisateur : Seymour Friedman
- Format : Noir et blanc – 1,37:1 – 35 mm – Mono (Western Electric Recording)
- Chef d'orchestre : Morris Stoloff
- Producteur : Sidney Biddell
- Musique : Marlin Skiles
- Photo : Leo Tover
- Montage : Gene Havlick
- Décors : Louis Diage
- Costume : Jean Louis
- Pays d’origine :  États-Unis
- Langue : anglais
- Format : noir et blanc – 35 mm – 1,37:1 – mono (Western Electric Recording)
- Genre : drame, film noir
- Durée : 100 minutes
- Dates de sortie :
  - États-Unis : 16 janvier 1947
  - France : 3 septembre 1947

## Distribution

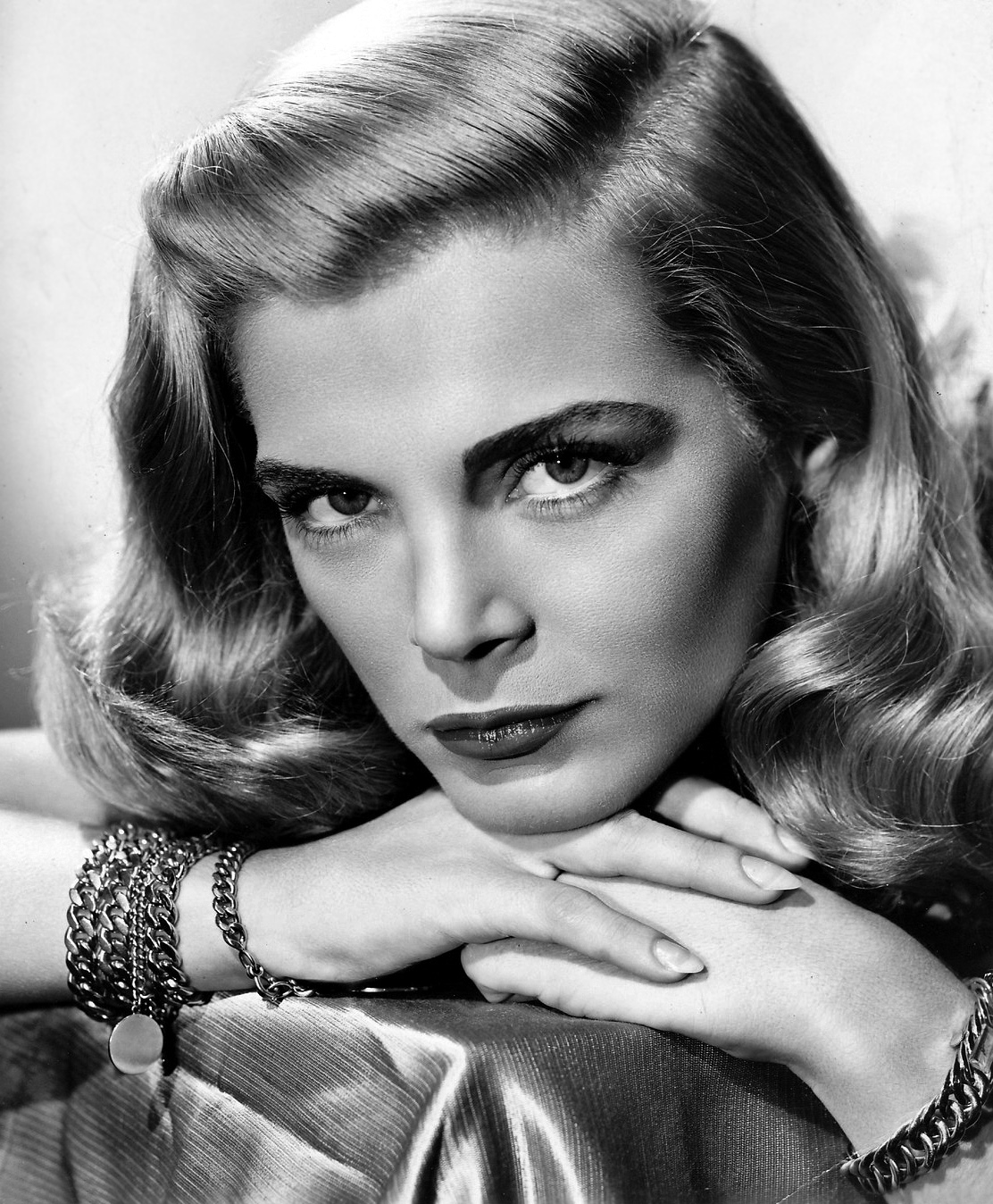
Lizabeth Scott dans En marge de l'enquête en 1947.

- Lizabeth Scott dans En marge de l'enquête en 1947.Humphrey Bogart (VF : Raymond Loyer) : Capt. 'Rip' Murdock
- Lizabeth Scott : 'Dusty' Chandler (Douceur)
- Morris Carnovsky : Martinelli
- Charles Cane (VF : Alfred Argus) : Lt. Kincaid
- William Prince : Sgt. Johnny Drake
- Marvin Miller (VF : Jean Violette) : Krause
- Wallace Ford : McGee
- James Bell : Père Logan
- George Chandler : Louis Ord
- Matthew 'Stymie' Beard	 : Bellboy
- John Bohn : Croupier
- Paul Bradley : Un homme
- Ruby Dandridge (VF : Mona Dol) : Mabel
- Sayre Dearing : Croupier
- William Forrest : Lt. Col. Simpson
- Alvin Hammer : Photographe
- Dudley Dickerson : Serveur

## Autour du film
- Humphrey Bogart reprend un rôle d'enquêteur macho viril qui l'a rendu célèbre en 1946 dans "The Big Sleep".... Philip Marlowe. Ses rôles sont un exemple pour les "Actors Studio" aux États-Unis.

## DVD
- France :

Le film a fait l'objet d'une édition française dans la collection L'âge d'or du cinéma américain chez les marchands de journaux. Il s'agit de la même édition que l'import anglais chez Sony Pictures Home Entertainment mais uniquement avec la version française et anglaise sans bonus.
- Dead Reckoning (DVD-5 Keep Case) sorti le 27 janvier 2003 chez Sony Pictures Home Entertainment. Le ratio image est en 1.33:1 plein écran 4:3. L'audio est en anglais, français, italien et espagnol. Il y a 18 sous-titres de langues différents. En supplément une galerie de photos. Le film est disponible en deux versions (Courte en français de 79 minutes et longue en anglais de 96 minutes). Il s'agit d'une édition Zone 2 Pal. ASIN B00007JGKT